# 常盤座 (岐阜県)

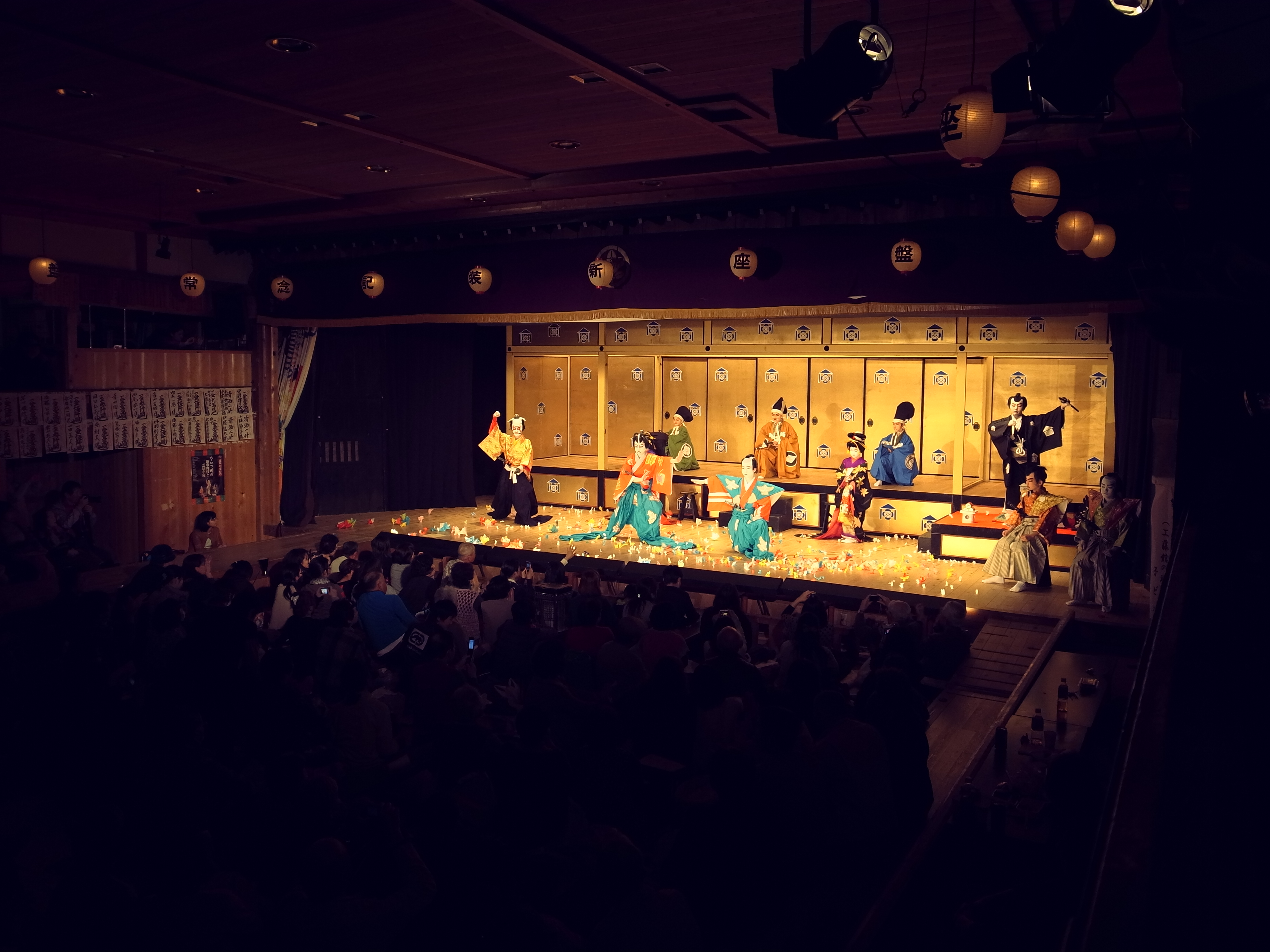
「第二十回常盤座歌舞伎保存会定期公演」、子ども歌舞伎教室による『寿曽我対面』工藤館の場

常盤座（ときわざ）とは、岐阜県中津川市（旧恵那郡福岡町）高山にある芝居小屋である。中津川市指定重要文化財。
岐阜県（美濃国・飛騨国）では、地元の人々による地芝居（歌舞伎）が盛んに行なわれており、数多くの芝居小屋が建てられた。現在も各地で歌舞伎保存会が活動している。特に東濃地域（中津川市・恵那市）は盛んであり芝居小屋も残っている。常盤座もその一つである。
常磐神社の境内にある。神社名は「常磐」、芝居小屋は「常盤」であり、読みは同じ「ときわ」でも漢字が異なる。

## 興行
毎年4月第3土・日曜日の常磐神社大祭で素人歌舞伎が奉納される。また、毎年3月下旬には常盤座歌舞伎保存会の定期公演が行われる。
素人歌舞伎の他、コンサート、ライブ、落語などの各種イベントにも使用されている。

## 歴史
江戸時代より、恵那郡高山村（現・中津川市高山）の産土神の南宮神社の境内では芝居が行われていたという。
- 1869年（明治2年）：南宮神社を常磐神社に改称する。
- 1891年（明治24年）：常磐神社境内に演劇所として落成する。5月6日、こけら落とし。常磐演劇場とも呼ばれていたという。
- 1901年（明治34年）：常盤座に改称。瓦葺に改修する。
- 1945年（昭和20年）：軍の要請により倉庫として使用される。一時歌舞伎は中止となる。
- 1947年（昭和22年）：破損箇所を修復して歌舞伎が再開される。資材不足のため廻り舞台は修復されずに取り壊される。
- 1975年（昭和50年）：改修工事が行われる。以降1983年、1992年に改修が行われる。
- 1976年（昭和51年）：高山歌舞伎保存会が結成される。第1回高山歌舞伎公演が行われる。
- 1995年（平成7年）：大規模改修により廻り舞台が復活する。高山歌舞伎保存会が福岡町歌舞伎保存会として再結成され、第1回福岡町歌舞伎保存会定期公演が行われる。以降毎年3月下旬に定期公演が行われる。
- 2005年（平成17年）：岡町歌舞伎保存会が常盤座歌舞伎保存会に改称する。

## 建築
建物は間口17.1m、奥行26.9m。2階建て正面入母屋、妻入の形式である。舞台は間口11.2m、奥行8.3m。回り舞台を有する。

## 所在地
所在地
- 岐阜県中津川市高山1026-1

交通アクセス
- 国道257号「高山交差点」より岐阜県道408号中野方苗木線を西進。
- 北恵那交通付知峡線「高山」バス停下車、徒歩で約20分。
- JR中央本線 中津川駅（中津川駅前バスターミナル1番のりば）より「付知峡倉屋温泉」行き。

## 岐阜県の芝居小屋
岐阜県は地芝居が盛んな地域であり、江戸時代から昭和時代に建設された木造芝居小屋が残っている。主な芝居小屋は以下のとおりである。
- 鳳凰座（下呂市）
- 白雲座（下呂市）
- 黒川の東座（加茂郡白川町）
- 蛭子座（中津川市）
- かしも明治座（中津川市）
- 常盤座（中津川市）
- 五毛座（恵那市）
- 熊野座（恵那市）
- 美濃歌舞伎博物館 相生座（瑞浪市）
- 村国座（各務原市）